# Ozette
Ozette est une localité du comté de Clallam, dans l'État de Washington, aux États-Unis. Elle est située sur la rive nord du lac Ozette, sur la péninsule Olympique, en bordure du parc national Olympique. On y trouve notamment un terrain de camping, une station de rangers et le départ du Cape Alava Trail.

## Histoire
Près d'Ozette se trouve le site archéologique d'un village amérindien. Il se trouve non loin du cap Alava, sur la côte de l’État de Washington. Enseveli brutalement par une coulée de boue vers 1560, le site a été occupé par les Indiens Makah pendant 2000 ans avant son abandon vers 1930.
En 1970, une tempête violente découvre les poutres d’une maison longue, en parfait état de conservation.
Les habitants d’Ozette sont des chasseurs de baleine, qu’ils harponnent de leurs canoës de 11 m de long. Au printemps, ils chassent également les phoques à peau grise (89 % des ossements du site), et d’autres mammifères marins. Il pêchent et sèchent le poisson (flétan, julienne, saumon, rascasse, etc.), ramassent des coquillages (praires et moules), et chassent probablement des élans et des cerfs, qu’ils débitent sur place avant de rapporter la viande au village. Canards, oies, goélands et autres oiseaux sont chassés et piégés. Les baies sauvages ramassées dans la forêt constituent 99 % de l’alimentation végétale (myrtilles, groseilles, sureau rouge).
Le bois de cèdre rouge est débité en planches que l’on travaille ensuite à la hache, à l’herminette et au ciseau, aux lames faites d’incisives de castor. Elles sont utilisées pour la construction des maisons, vastes cabanes d’environ 17 m sur 10, qui abritent une quarantaine de personnes, et divisées par des tentures et des cloisons en zones comportant un foyer familial. 
On trouve aussi des récipients rectangulaires fait de planches de bois chauffées et courées à la vapeur, utilisés pour y cuire la viande et le poisson dans l’eau chauffée par des pierres brûlantes. L’aune rouge et le frêne de l’Oregon sont employés pour la fabrication des bols à nourriture et à huile. Les arcs sont fabriqués avec de l’érable printanier de l’if du Pacifique. Les fleurs laineuses de certaines plantes sont filées et tissées. On élève des chiens à toison de caniche que l’on tond régulièrement, mais l’essentiel des tissus est en écorce de cèdre (couvertures, robes). Cette écorce sert également à la confection de vannerie, de matelas et de chapeaux coniques contre la pluie.